# Aarón ha-Leví
Aarón ha-Leví (en hebreo: אהרון הלוי, Gerona 1235-1290) fue conocido con el acrónimo (en hebreo: רא"ה, transliterado: Raa ). Ha-Leví fue un rabino medieval, un erudito del Talmud y de la Ley judía, la Halajá, residente en la ciudad de Barcelona. A Leví se le atribuye la obra Sefer ha-Chinuch (El Libro de la Educación) el principal libro de instrucción entre los judíos medievales, pero la atribución no es segura, puesto que algunas de las opiniones conocidas de Aarón ha-Leví contradicen las que aparecen en esta obra.

## Biografía
Nacido en Gerona su padre era el rabino José ha-Leví, pasó buena parte de la niñez y adolescencia en Barcelona, por ello a menudo era conocido como el Rabino Aarón de Barcelona). En 1284 fue rabino en Zaragoza, a continuación se fue a Toledo y volvió a Barcelona. Su discípulo más conocido fue un judío llamado Ritva.

## Obra
De sus comentarios del Talmud solo restan algunos fragmentos. Escribió también la obra Bedek HaBayit y un comentario sobre el Rabino Isaac Alfasi. Sobre la obra Sefer ha-Chinuch que apareció como anónima, le ha sido atribuida desde la edición de Venecia de 1523. Aun así según un especialista en la materia, basándose en las diferencias con la obra Bedek HaBayit (de atribución segura), el Sefer ha-Chinuch puede ser obra de un hermano del Rabino Aarón ha-Leví.